# Mezinárodní konzervatoř Praha
Mezinárodní konzervatoř Praha je soukromá škola nabízející vzdělání v oborech hudba, zpěv a hudebně dramatické umění. V těchto oborech jsou poté zaměření jako populární zpěv, muzikál, herectví atd. Jako jediná konzervatoř v České republice nabízí plnohodnotné vzdělání v rockovém zpěvu.

## Pedagogové
Daniela Šinkorová
Zuzana Bydžovská
Radka Stupková
Linda Fikar Stránská
Lumír Olšovský
Martina Ema Gašparovič
Pavlína Senič
Andrea Tögel Kalivodová
Hana Jonášová
Nora Fridrichová
Lívia Ághová
Jaroslav Svěcený
Jana Vaculíková

## Vybraní studenti a absolventi
- Eva Burešová
- Jan Bendig
- Filip Cíl
- Ladislav Ondřej
- Anastasia Chocholatá
- Jan Komínek[3]
- Michaela Pecháčková